# Papallona (sèrie de televisió)
Papallona (títol original en anglès, Butterfly) és una sèrie de televisió de thriller d'espionatge estatunidenca estrenada a Amazon Prime Video el 13 d'agost de 2025. La sèrie de sis episodis està basada en la sèrie de novel·les gràfiques de Boom! Studios creada per Arash Amel, que va coescriure-la amb Marguerite Bennett, i il·lustrada per Antonio Fuso i Stefano Simeone. És protagonitzada per Daniel Dae Kim com a David Jung, un exagent d'intel·ligència estatunidenc que viu a Corea del Sud, el passat del qual ressorgeix per amenaçar la seva vida i la de la seva família. S'ha subtitulat al català.